# Opiniestuk
Een opiniestuk is een geschrift waarin een standpunt wordt verdedigd. Opiniestukken kunnen bijdragen aan het publieke debat middels nieuwe inzichten en nieuwe argumenten, of een nieuwe maatschappelijke discussie op gang brengen. Schrijvers van opiniestukken, veelal journalisten, worden soms opinieleiders of opiniemakers genoemd.
Over het algemeen begint een opiniestuk, net als een betoog, met een stelling, gevolgd door enkele argumenten. Vaak worden concrete en actuele voorbeelden gebruikt om de lezer te overtuigen en het stuk levendig te maken. Van de schrijver wordt verlangd dat die expertise of gezag heeft op het gebied van het onderwerp, bijvoorbeeld door diens opleiding of beroep, of als ervaringsdeskundige. Auteurs die geen vaste columnist zijn, wordt afgeraden om in opiniestukken de ik-vorm te gebruiken.
Korte opiniestukken maken meer kans op plaatsing dan lange. Die kans is ook groter als het stuk een oplossing oppert of aansluit bij de actualiteit.
In de regel zijn opiniestukken op persoonlijke titel geschreven. Volgens Het Parool en Adformatie waarderen nieuwsmedia het niet als een opiniestuk direct aangeboden wordt aan meerdere kranten tegelijk.

## Appendix
- Gemeinsame Normdatei: 4136710-8